# Cretochodaeus mongolicus
Cretochodaeus mongolicus es una especie de coleóptero de la familia Ochodaeidae.

## Distribución geográfica
Habita en Mongolia.